# Dallah
Dallah is een gemeente (commune) in de regio Mopti in Mali. De gemeente telt 8100 inwoners (2009).
De gemeente bestaat uit de volgende plaatsen:
- Aoussi
- Baraoussi
- Boumbam
- Boumbam Hiré
- Boussouma
- Dallah
- Diayel
- Dionki
- Hindé
- Siguiri
- Tebbi
- Torabani